# GB (digramme)
Cette page contient des caractères spéciaux ou non latins. S’ils s’affichent mal (▯, ?, etc.), consultez la page d’aide Unicode.
Pour les articles homonymes, voir GB.
GB (minuscule gb) est un digramme de l'alphabet latin composé d'un G et d'un B. 

## Linguistique
Le digramme gb est utilisé par diverses langues africaines pour noter la consonne occlusive labio-vélaire voisée représentée par /ɡ͡b/ dans l'alphabet phonétique international.

## Représentation informatique
Comme la plupart des digrammes, il n'existe aucun encodage du gb sous la forme d'un seul signe. Il est toujours réalisé en accolant les lettres G et B.